# Giuseppe Gené
Carlo Giuseppe Géné (7 de diciembre de 1800 – 3 de julio de 1847) fue un naturalista italiano y escritor.
Géné nació en Turbigo en Lombardia y estudió en la Universidad de Pavía. Publicó un conjunto de artículos sobre historia natural, especialmente entomología. En 1828 se convirtió en profesor asociado de Historia natural en la universidad y el año siguiente viajó a Hungría, volviendo con una colección de insectos. Entre 1833 y 1838 hizo cuatro viajes a Cerdeña para recoger insectos.
En 1830 Géné sucedió a Franco Andrea Bonelli como profesor de Zoología y director del Real Museo Zoológico de Turín. La mayoría de sus colecciones de insectos se encuentran en el Museo de Historia Natural de Turín con duplicados en el Museo Cívico de Historia Natural de Milán y en el Museo de historia natural de Pisa.
El nombre científico de la Gaviota picofina recuerda su memoria.

## Algunas publicaciones

### Libros
- A work on apiculture (1835)
- De quibusdam insectis Sardiniae novis aut minus cognitis. (1839)
- Dei pregiudizi popolari intorno agli animali (1869)

## Abreviatura (zoología)
La abreviatura Géné  se emplea para indicar a Giuseppe Gené como autoridad en la descripción y taxonomía en zoología.